# 수성못페스티벌
수성못페스티벌은 대구광역시 수성구에 위치한 수성못에서 개최하는 대구의 대표적인 가을 축전이다. 매년 수성못을 배경으로 대구 시민, 예술인, 주변 상권이 협동하여 만들어가는 문화 예술축제이다. 많은 볼거리와 즐길 거리들을 제공하여 주민들을 비롯한 많은 관광객이 즐겨 찾고 있다. 수성문화재단이 담당하고 있으며, 정체성을 나타내는 사업이기도 하다.
2004년 들안길 맛축제를 시초로 하여, 2008년부터 2010년까지는 수성 폭염축제로, 2011년부터 2013년까지 수성페스티벌로 개최되었다가, 2014년부터 수성못페스티벌로 개최하고 있다.

## 역대 축전[1]

### 2013년
- 개최 기간: 2013년 9월 27일 ~ 9월 29일

### 2014년 - 제1회 수성못 페스티벌
- 개최 기간: 2014년 9월 26일 ~ 9월 28일

### 2015년 - 제2회 수성못 페스티벌
- 개최 기간: 2015년 10월 2일 ~ 10월 4일

### 2016년 - 제3회 수성못 페스티벌
- 개최 기간: 2016년 10월 2일 ~ 10월 4일

### 2017년 - 제4회 수성못 페스티벌
- 개최 기간: 2016년 10월 2일 ~ 10월 4일

### 2018년 - 제5회 수성못 페스티벌
- 개최 기간: 2017년 9월 22일 ~ 9월 24일

### 2019년 - 제6회 수성못 페스티벌
- 개최 기간: 2019년 9월 27일 ~ 9월 29일

### 2020년 - 제7회 수성못 페스티벌
- 개최 기간: 2020년 11월 4일 ~ 11월 29일

COVID-19에 의해 실시간 온라인 비대면으로 진행하였다.

### 2022년 - 제8회 수성못 페스티벌
- 개최 기간: 2022년 9월 23일 ~ 9월 25일

수상무대에서 개막 축하 수상음악회, 퓨전 국악콘서트가, 상화동산에서 주제공연, 수성못 야외음악회가 진행되었고, 그 외 청소년동아리페스티벌, 생활예술동아리 경연대회, 거리예술 초청공연, 아트로드X들안예술마을, 사생실기대회, 피크닉 놀이터 등의 프로그램이 진행되었다.

### 2023년 - 제9회 수성못 페스티벌
- 개최 기간: 2023년 9월 22일 ~ 9월 24일

희망 수성, 내일을 향하여"라는 주제로 진행되었다. 국악인 장사익과 가수 은가은이 퓨전 국악 콘서트에 참여하였다. 수성구 홍보대사 '가수 한강', 수성아트피아 남성 중창단 '솔로이스츠', 여성 성악가 단체 '벨레스텔레', 국악밴드 '놀다가' 등의 공연이 있었으며 그 외에도 스탬프투어, 들안달빛 야식당, 들안길푸드페스티벌, 아트 플레이존의 아트윌 등이 열렸다.

### 2024년 - 제10회 수성못 페스티벌
- 개최 기간: 2024년 9월 27일 ~ 9월 29일

"함께, 행복하게"를 주제로 열린 축제로, 국악인 이희문과 내일은 미스트롯2에서 우승한 가수 양지은이 퓨전 국악 콘서트에 참여하였다. B.O.A 콘서트에는 가수 한강, 재즈 보컬리스트 정은주, 프리소울, 모노플로, EG오케스트라 등이 참여했고, 그 외에도 행사장 주변에서 전문거리 예술팀의 공연, 수성맛집 빵축제, 수성 홍보존, 들안아트몰 등 여러 부대행사가 마련되었다.

## 행사 프로그램
상화동산, 수상무대, 남편무대, 벚나무길, 울루루문화광장, 솔숲광장 등으로 수성못 내 공간을 부여하여 프로그램을 진행한다.
수성 행복 콘서트 : 대규모 합창 공연으로 여러 시민과 예술인이 참여한다. 2024년에는 '오늘의 수성'을 주제로 600명의 인원이 참여하였고, 공연 이후 피날레로 불꽃놀이가 진행되었다.
퓨전 국악 콘서트 : 국악관현악단을 초대하여 전통음악의 흥과 신명나는 분위기를 보여준다. 국악, 관현악, 대중 음악이 어우러진 협주곡으로 진행한다.
B.O.A. 콘서트 : Best of artists in daegu로, 대구에서 주목하고 있는 뮤지션을 대상으로 한 음악 콘서트이다.
수상 음악회 : 수성못 분수를 배경으로 수성청소년오케스트라, 솔리스트, 무용팀이 함께하는 공연이다. 클래식, 한국가곡, 뮤지컬 OST, 대중음악 등의 다양한 장르를 선사하는 음악회이다.
그 외 부대행사로 전국 청소년 댄스 경연대회, 수성구 초·중학교 음악어울림 마당, 수성생활예술동아리 경연대회, 수성구 마을악단 음악회, 수성못 사생실기대회, 들안길 푸드페스티벌 등이 개최된다.